# Franziska Weber
Pour les articles homonymes, voir Weber.
Franziska Weber est une kayakiste allemande 

## Palmarès

### Jeux olympiques
- 2012 à Londres
  -  Médaille d'or en K-2 500 m
  -  Médaille d'argent en K-4 500 m

### Championnats du monde de course en ligne
- 2011 à Szeged
  -  Médaille d'argent en K-2 500 m
  -  Médaille d'argent en K-4 500 m

- 2010 à Poznań
  -  Médaille d'or en K-10000

- 2009 à Dartmouth
  -  Médaille d'argent en K-1 1000 m

### Championnats d'Europe de course en ligne
- 2012 à Zagreb
  -  Médaille d'or en K-4 500 m

- 2011 à Belgrade
  -  Médaille d'argent en K-2 200 m
  -  Médaille d'argent en K-2 1000 m
  -  Médaille de bronze en K-4 500 m

- 2010 à Trasona
  -  Médaille d'argent en K-1 1000 m

- 2009 à Brandebourg
  -  Médaille d'argent en K-1 1000 m